# Blackwall (DLR)
Station Blackwall is een station van de Docklands Light Railway aan de Beckton Branch. Het is gelegen in de wijk Blackwall in de borough Tower Hamlets in het oosten van de metropool Groot-Londen. Het station werd geopend in 1995.